# 徒駭河戰鬥
徒駭河戰鬥發生於1937年10月12－11月13日，地點則是在中國山东北部一帶。是抗日戰爭主要戰鬥之一，交戰一方為守軍之國民革命軍，另一方則為日軍。中國軍隊領導者為三集團軍韓復榘，日軍方面領軍者則為十師矶谷廉介。戰鬥末了，三集團退黃河南岸，並炸毀黃河鐵橋造成潰堤。